# Józef Waląg
Józef Waląg (ur. 2 stycznia 1910 w Moszczenicy, zm. 7 listopada 1997 w Pruszczu Gdańskim) – polski duchowny katolicki, kapłan archidiecezji lwowskiej i gdańskiej, kapelan AK i WiN, organizator obrony ludności polskiej przez atakami UPA, działacz społeczny. 

## Dzieciństwo i lata szkolne
Był synem Jana i Katarzyny z domu Rycek, pochodził z chłopskiej niezamożnej, wielodzietnej rodziny. Kształcił się w Państwowym Gimnazjum im. Mariana Kromera w Gorlicach, a po zdaniu matury w 1928 roku wstąpił do Seminarium Duchownego we Lwowie. 19 czerwca 1933 roku obronił pracę magisterską na Wydziale Teologicznym Uniwersytetu Jana Kazimierza we Lwowie na ocenę dobrą.
W latach 1933–1935 pracował w parafii Dunajów, a następnie (1935–1939) w parafii Bursztyn, gdzie równocześnie był prefektem w szkole podstawowej oraz w parafii Brzuchowice (1939–1942).

## Okres wojenny i pierwsze lata po wojnie
We wrześniu 1940 roku ks. Józef Waląg wstąpił w szeregi Związku Walki Zbrojnej-Armii Krajowej. Kilka miesięcy później został zaprzysiężony jako kapelan oddziałów AK z przydziałem do Inspektoratu Przemyśl Obwód Lubaczów. Przyjął pseudonim „Góral”. Brał aktywny udział w gromadzeniu broni, prowadził tajne nauczanie, dostarczał meldunki, kolportował tajną prasę, chronił żołnierzy AK przed wywózką na roboty przymusowe do Niemiec.
Okres najbardziej spektakularnych akcji, których uczestnikiem był także ks. Waląg, przypadł na okres od września 1944 roku, kiedy Obwód Lubaczów AK zaczął organizować Tadeusz Żelechowski ps. „Ring”, cichociemny. Doszło wtedy do wielu spektakularnych akcji, takich jak zamach na szefa Powiatowego Urzędu Bezpieczeństwa Publicznego Mikołaja Haciuka, zamach na komendanta powiatowego MO Leona Bębna i jego doradcę z NKWD mjra Bałyszewa oraz odbicie z rąk UB Juliana Bistronia „Godziemby”, poprzedniego dowódcy Obwodu Lubaczów. Sztab obwodu stacjonował na plebanii u ks. Waląga i tam właśnie obmyślane były powyżej opisane operacje. W naradach musiał brać także udział „Góral”, już wówczas w stopniu kapitana.
Po wysiedleniu Polaków przez Ukraińców z części powiatu Lubaczów ks. Waląg uczestniczył w zgrupowaniu partyzanckim w Kuryłówce i walkach w miejscowości Łapajówka.
W okresie, gdy oddziały UPA rozpoczęły ludobójstwo Polaków w Małopolsce Wschodniej, organizował z bronią w ręku obronę wsi Łukawiec.
19 stycznia 1945 ostatni komendant AK generał Leopold Okulicki „Niedźwiadek” wydał rozkaz rozwiązania Armii Krajowej. Ks. Waląg ujawnił się przed Komisją Likwidacyjną UB, jednak szybko z powrotem zaangażował się w działalność niepodległościową. Wstąpił w szeregi Zrzeszenia Wolność i Niezawisłość, którego trzon stanowiły pozostałości rozwiązanej w 1945 Delegatury Sił Zbrojnych na Kraj. Działał w ramach V Rejonu WiN na powiat Tomaszów Lubelski pod pseudonimem „Marian”.
We wrześniu 1946 roku został zdekonspirowany. Trafił do okrytej ponurą sławą katowni UB na Zamku Lubelskim. Za pomoc bandom podziemnym i współpracę z grupą PSL-u Mikołajczykowskiego – tak brzmiało uzasadnienie wyroku, dostał cztery lata pozbawienia wolności, które spędził w stalinowskim więzieniu.

## Pruszcz Gdański w życiu księdza Waląga

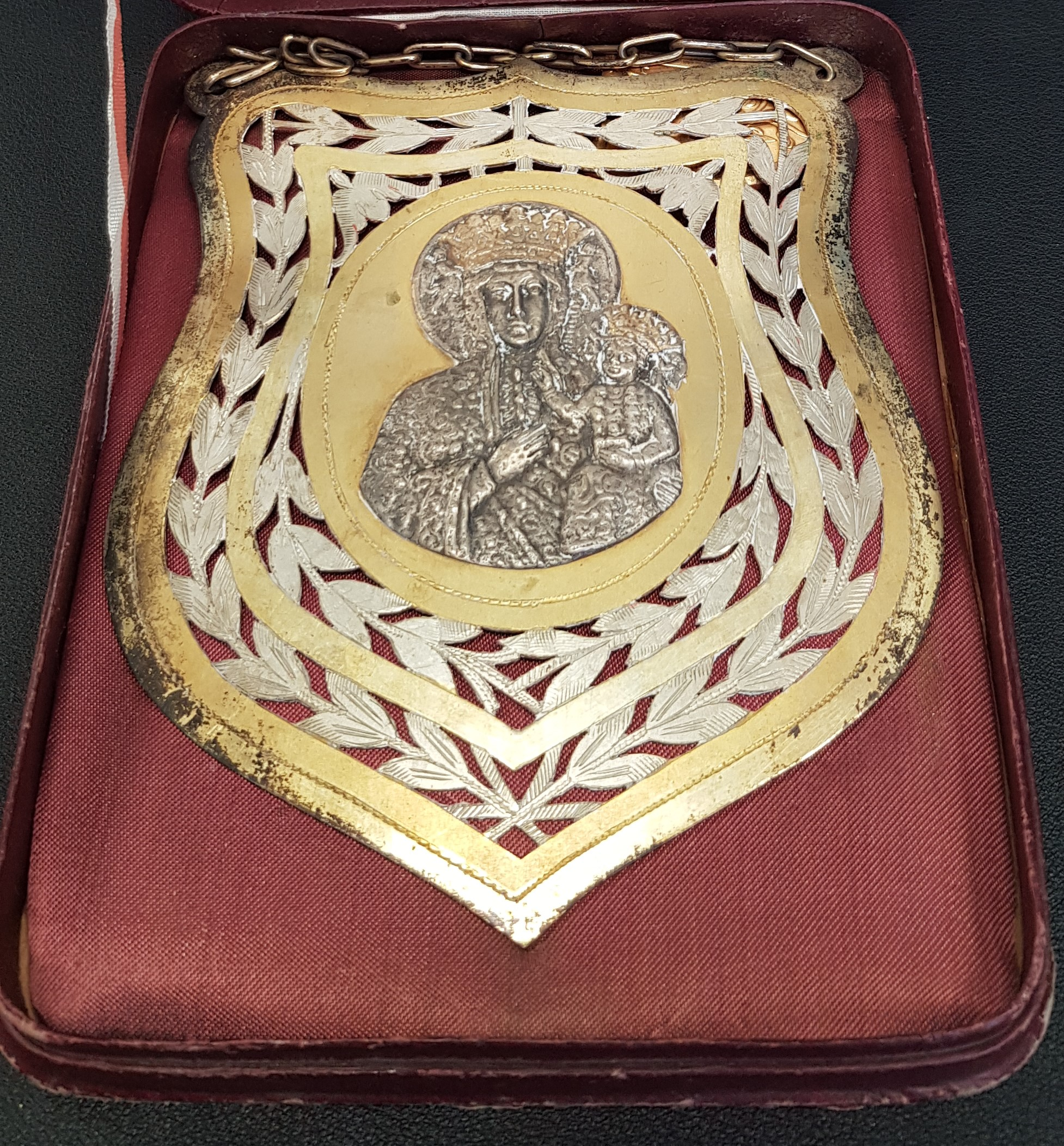
Ryngraf na 25-lecie kapłaństwa Józefa Waląga

Po zwolnieniu w 1950 roku na stałe związał swoje życie z Pomorzem. W 1957 r. został administratorem, a później proboszczem parafii Matki Bożej Nieustającej Pomocy w Pruszczu Gdańskim. Nadal był inwigilowany i szykanowany przez komunistyczne władze i Służbę Bezpieczeństwa.
Szczególną troską otaczał rodziny wielodzietne i dotknięte alkoholizmem. Organizował pomoc na wielką skalę. Współpracował z organizacjami charytatywnymi, zwłaszcza z Caritasem i Polskim Czerwonym Krzyżem. W czasach komunistycznych potrafił prowadzić skuteczny dialog z władzami miasta i pruszczańskiej jednostki wojskowej, mający na celu umożliwienie korzystania z lekcji religii także dzieciom z rodzin wojskowych i aparatu partyjnego.
Z probostwa zrezygnował w 1987 roku. Zmarł w 1997 roku. Został pochowany na cmentarzu komunalnym w Pruszczu Gdańskim, gdzie po dziś dzień pamięć i hołd oddają mu mieszkańcy miasta. Był też zasłużonym mieszkańcem gminy Moszczenica.

## Ordery i odznaczenia

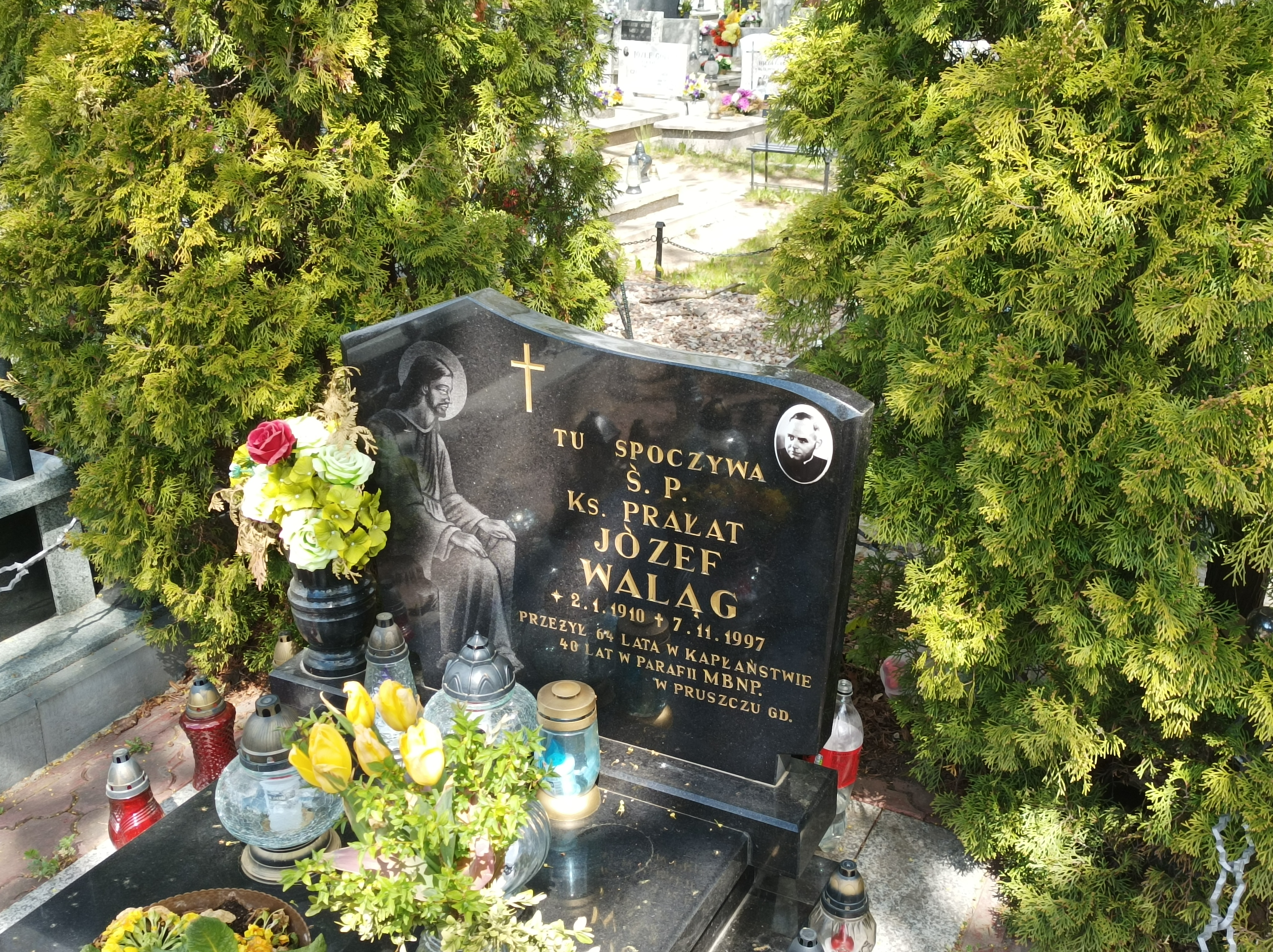
Grób ks. Józefa Waląga

## Ordery i odznaczenia[5]
- Krzyż Walecznych (1943)
- Krzyż Zasługi z Mieczami (1944)
- Odznaka Grunwaldzka
- Krzyż Armii Krajowej (1971).

## Upamiętnienia
- Patron szkoły podstawowej w Koźlinach (2003)[6].
- Rok pamięci ustanowiony przez Radę Miasta Pruszcz Gdański (2017)[7].
- Wystawa biograficzna pt. "„Ks. Józef Waląg. „Uniżać się nie będę…”, przygotowana przez IPN w Gdańsku (2021)[8].
- Film dokumentalny pt. "„Najdłuższa misja księdza co kulom się nie kłaniał” (2021)[9].